# 탈로사 왕국

탈로사 왕국의 국기

탈로사(Talossa), 공식 명칭 탈로사 왕국(Kingdom of Talossa)은 최초의 마이크로네이션 가운데 하나로서, 1979년 당시 밀워키의 14세의 로버트 벤 매디슨에 의해 설립되었다. 처음에는 자신의 침실로 제한시켰다. 이후 핀란드어로 "집 안에서"를 의미하는 단어를 발견한 이후 '탈로사'라는 이름을 채택하였다. 이러한 프로젝트들을 유지하던 가운데 1995년 이후 웹으로 등장시켰다. 1990년대 말 인터넷과 미디어 노출을 통해 차기 인터넷 마이크로네이션의 등장에 기여하였다.

## 같이 보기
- 인공어
- 마이크로네이션 목록